# シャーロット (ノースカロライナ州)
シャーロット（Charlotte）は、アメリカ合衆国ノースカロライナ州南西部に位置する都市。同部有数の世界都市。人口は874,579人（2020年国勢調査）で同州最大、全米でも第16位である。メクレンバーグ郡を中心に11郡にまたがる都市圏は2,660,329人、2つの小都市圏を加えた広域都市圏は2,822,352人（いずれも2020年国勢調査）の人口を抱えている。
市名はジョージ3世の王妃シャーロットにちなみ、それ故に現代においてもクイーン・シティー（Queen City）という愛称を持っている。
初期にはゴールドラッシュで沸き、金鉱の街として栄え、金貨を造るために造幣局の支局も設けられた。やがてゴールドラッシュの中心はカリフォルニアへと移って下火となり、南北戦争が開戦すると造幣局は南軍に接収されたが、その後は綿織物産業が発展した。20世紀後半以降は金融センターとして急成長を遂げた。
シャーロットは南北カロライナの文化の中心地でもあり、市内には美術館や博物館、劇場などの文化施設が集中している。また、変わったところでは、シャーロットはNASCARの聖地として知られている。シャーロットやその近郊にはNASCARのスプリントカップ・シリーズに参戦するチームのほぼ全てがファクトリーを置いているほか、市内にはNASCAR殿堂が立地している。

## 歴史

### 初期

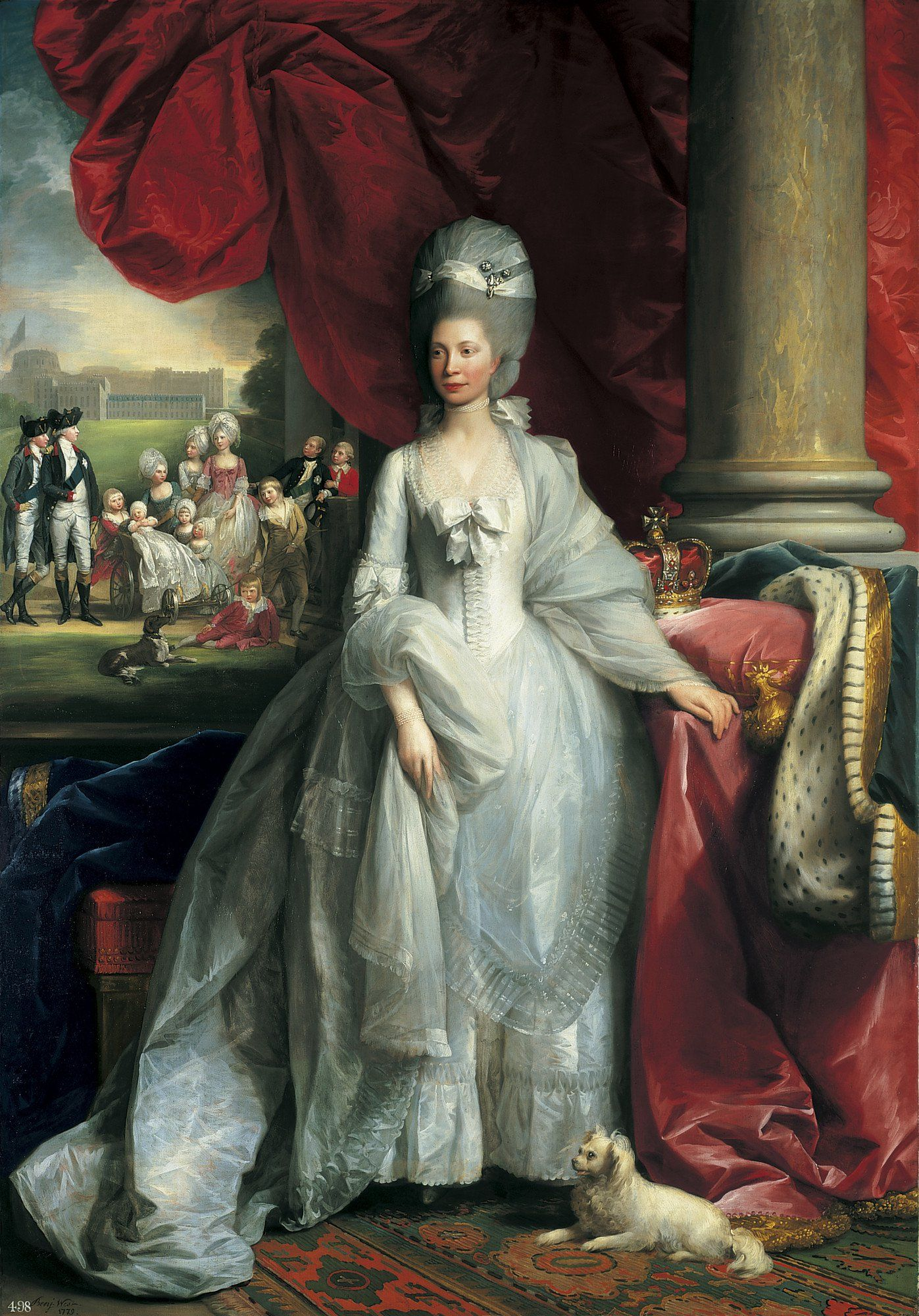
シャーロット妃

ヨーロッパ人が入植する以前には、今日のシャーロットを中心とするこの地にはネイティブ・アメリカンのカトーバ族が住み着いていた。1740年代、ペンシルベニア、メリーランド、およびデラウェアの各植民地からスコットランド系・アイルランド系の入植者がこの地に入植した。
やがて1762年、アンソン郡から分離独立する形でメクレンバーグ郡が創設された。郡名は当時のイギリス国王ジョージ3世の王妃シャーロットの出生地である、ドイツのメクレンブルク地方にちなんでつけられた。
今日のシャーロットの起源は1755年頃、ヤドキン川とカトーバ川の間で、後にトレード・ストリートおよびトライオン・ストリートとなる2本の馬車道が交わる交差点に、トーマス・ポークが建てた1軒の家であった。この1軒の家から始まった集落はやがて1768年、シャーロット妃の名を取ってシャーロットと名付けられ、正式に法人化された。1770年には、トレード・ストリートとトライオン・ストリートを中心として、今日のアップタウン・シャーロットの基となった、整然とした街路が区画された。1774年には、シャーロットはメクレンバーグ郡の恒久的な郡庁所在地になった。
1775年5月20日、メクレンバーグ郡が植民地としてのイギリスとの関係を永久に断つことを明言した、「メクレンバーグ独立宣言」と呼ばれる宣言がシャーロットで出された。正式な独立宣言ではなかったものの、アメリカ独立宣言に先駆けて13植民地から出された、この類のものとしては初めてのものであった。この1775年5月20日という日付は、ノースカロライナ州旗・州章の両方に記されている。

### ゴールドラッシュ

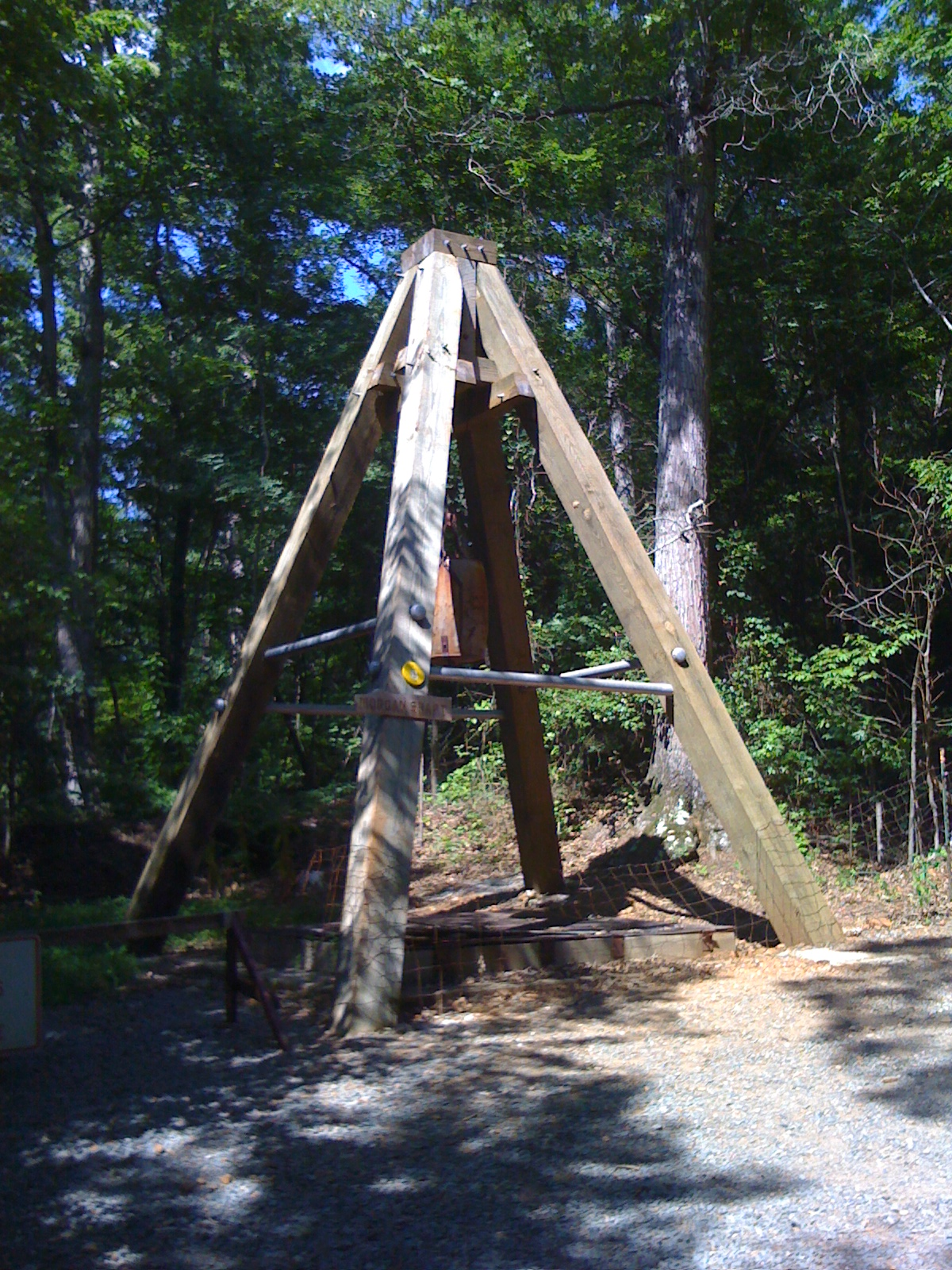
リード金山跡

1799年、シャーロットの北東25マイル（約40km）、カバラス郡内のリトル・メドウ・クリークで、12歳の少年コンラッド・リードが光り輝く17ポンド（約7.7kg）の石を見つけた。リード父子はその石が何であるのか判らないまま、3年間家の戸止めとして使った後、ファイエットビルの宝石商にわずか3ドル50セントで売り渡した。この光り輝く石こそが、アメリカ合衆国史上初めて発見された金鉱石であった。
やがてメクレンバーグ郡やその近辺では金鉱が矢継ぎ早に見つかり、19世紀初頭にはアメリカ合衆国史上初のゴールドラッシュが起こった。シャーロットは金鉱の街として栄え、街には採掘のエキスパートが結集した。1830年代には、ノースカロライナ州には50以上の金山があり、とりわけメクレンバーグ郡には州内最多の金山があった。その経済的な繁栄を象徴するかのように、1837年にはシャーロットに造幣局の支局が設けられ、地元産の金鉱石から金貨が造られた。シャーロット造幣局で造られた金貨にはシャーロットの頭文字であるCの文字が刻まれた。
しかし、19世紀も中盤から後半に入ると、シャーロットでのゴールドラッシュも下火になっていった。1849年にカリフォルニア州で金が発見されると、金を求める者は西を目指し、ゴールドラッシュの中心地はカリフォルニアへと移っていった。1861年に南北戦争が勃発すると、シャーロット造幣局は南軍に接収され、司令部および野戦病院に転用された。シャーロットにおけるゴールドラッシュの始まりをもたらしたリード金山では、南北戦争の終結後にも細々と採掘が続けられたが、1896年を最後に大きな金塊はもはや採れなくなり、1912年に閉山した。
閉山から50年以上経った1966年、リード金山跡は国家歴史登録財および国定歴史建造物に指定された。

### 綿織物産業の発展

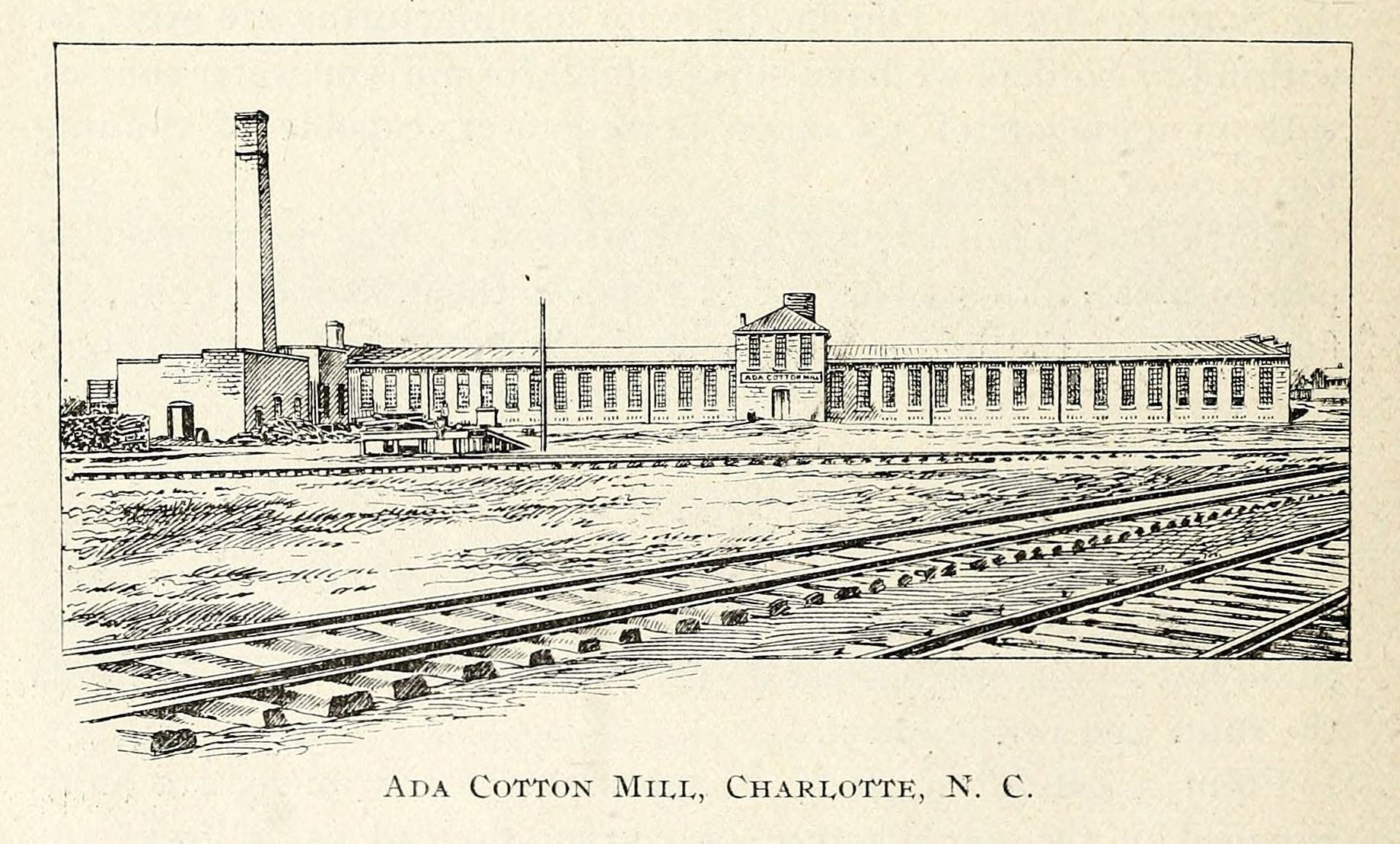
エイダ綿織物工場（1897年）

南北戦争後、金に代わってシャーロットに地域経済の発展をもたらしたのは綿織物であった。それまでシャーロットやその周辺で生産された綿花は、紡績・加工のために北へと運ばれていたが、1880年、シャーロットに初めての綿織物工場が建てられた。この工場に雇われたのは70人で、そのほとんどは、綿糸を洗浄し、紡ぎ、織り、衣服を縫う女工であった。やがて1890年代から1900年代にかけて、シャーロットには大規模な綿織物工場が次々と建てられ、シャーロットは綿織物産業の一大中心地へと発展した。1910年の国勢調査では、シャーロットは人口34,014人を数え、州都ローリーをしのいで州内最大になった。
綿織物産業の発展を支えたのは1870年代に整備された鉄道網であった。大西洋岸の港湾都市ウィルミントンや、リッチモンド、アトランタといった、復興途上にあった南部の主要都市とシャーロットとを結んでいた鉄道は、シャーロットで生産された綿織物を各地へと運んだ。
1929年の世界恐慌で、シャーロットの綿織物産業は壊滅的な打撃を受け、工場が数多く閉鎖に追い込まれたが、当時の大統領ハーバート・フーヴァーや赤十字の助けを得て何とか保たせていた。しかし第二次世界大戦が勃発すると、シャーロットの地域経済は軍需産業によって潤った。その後1970年代から1980年代に地域経済の主役が金融業に取って代わられるまで、シャーロットにおける綿織物産業は続いた。

### 金融センターへの急成長

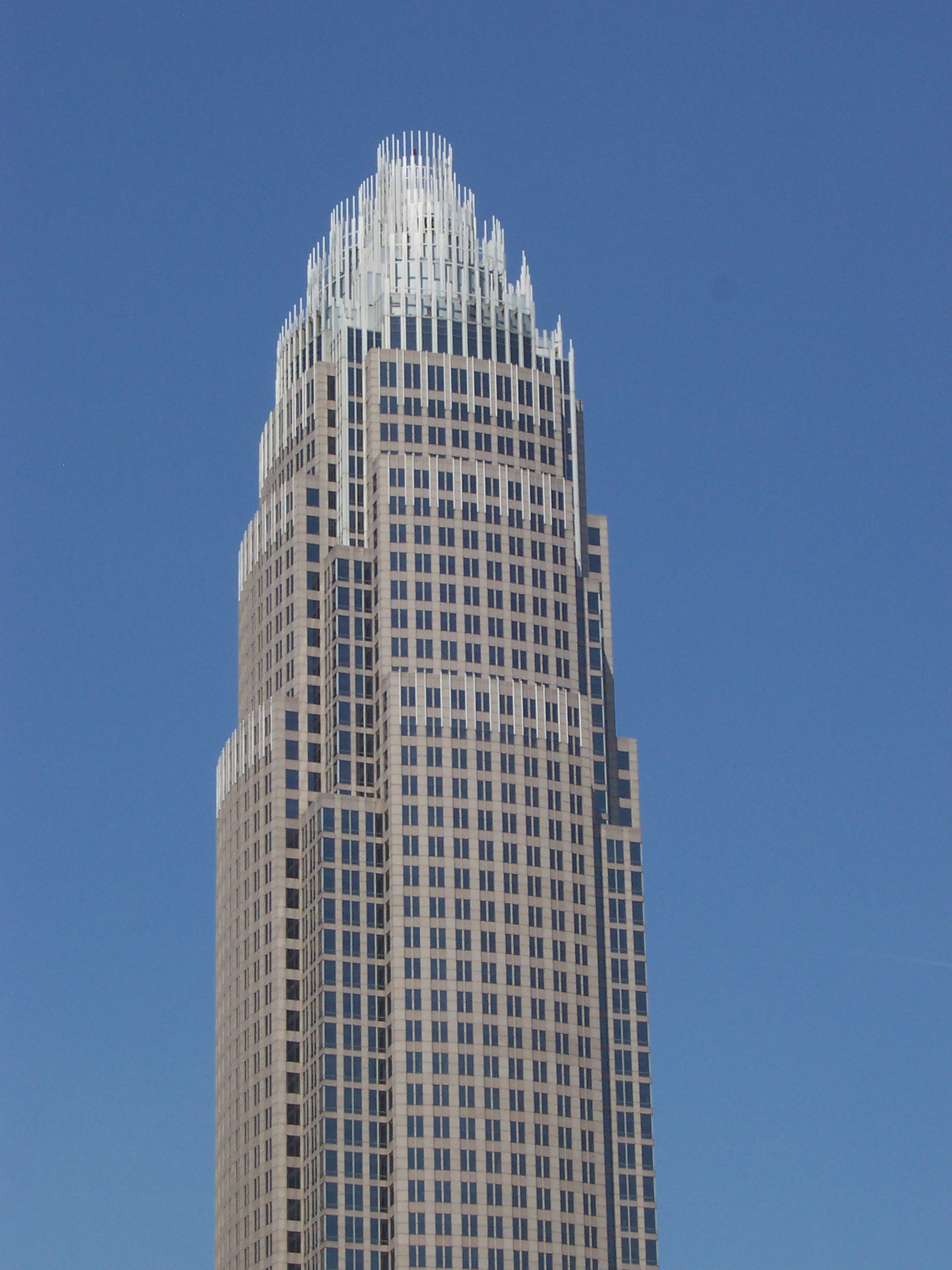
バンク・オブ・アメリカ本社

シャーロットの金融機関は、その淵源こそ19世紀末から20世紀初頭にたどることができるものの、全米を代表する金融センターへと成長したのは20世紀後半に入ってからのことである。1874年にシャーロットで商業銀行として開業したコマーシャル・ナショナル・バンクを前身の1つとするノースカロライナ・ナショナル・バンクは、1960年代まではノースカロライナ州内に限定して事業を展開していた一地方銀行に過ぎなかったが、ヒュー・マッコールが1974年に社長に、そして1983年にCEOに就任すると合併と拡大を繰り返し、1991年にネイションズバンクへ、そして1998年に全米第2のバンク・オブ・アメリカへと成長した。
2000年代前半にはバンク・オブ・アメリカと双璧をなしていたワコビア（現ウェルズ・ファーゴ傘下）のシャーロットにおける淵源は、1897年に設立されたシャーロット・ナショナル・バンクと、1908年に設立されたユニオン・ナショナル・バンクにたどることができる。前者は1939年に、当時ウィンストン・セーラムに本社を置いていたワコビア・バンク・オブ・トラストに合併され、後者は1958年に、アシュビルやダーラムの銀行と合併してファースト・ユニオン・ナショナル・バンクになった。
世界金融危機直前の2006年には、この両行をはじめとした、シャーロットに本社を置く金融機関の総資産の合計は1兆7000億ドルにのぼり、ニューヨークに次ぎ、3位のサンフランシスコ以下を大きく突き放して、シャーロットは全米第2の金融センターとしての地位を確立していた。
金融業の成長に伴って、市は高い成長を遂げてきた。1970年に241,420人であった人口は、1980年には315,474人、1990年には395,934人、2000年には540,828人、そして2010年には731,424人と、40年間で3倍に膨れ上がった。しかしその一方で、2007年以降の世界金融危機の影響で大量の失業者を出しており、2010年代以降の成長については未知数である。

## 地理

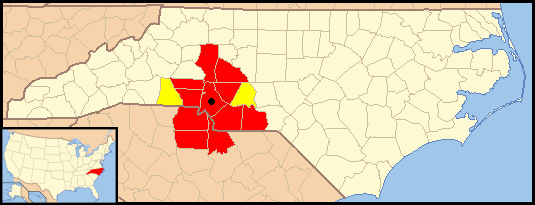
シャーロットの都市圏
赤: シャーロット・コンコード・ガストニア都市圏
赤+黄: シャーロット・コンコード広域都市圏
黒点: シャーロット市

シャーロットは、北緯35度13分37秒 西経80度50分36秒 / 北緯35.22694度 西経80.84333度座標: 北緯35度13分37秒 西経80度50分36秒 / 北緯35.22694度 西経80.84333度に位置している。市はノースカロライナ州南西部のピードモント台地上に位置し、州都ローリーからは西へ約240km、アトランタからは北東へ約390km、首都ワシントンD.C.からは南西へ約640kmである。市の標高は229mである。サウスカロライナ州との州境からは北へ約20kmで、市南端の一部は州境に接している。
アメリカ合衆国統計局によると、シャーロット市は総面積771.0km2（297.68mi2)である。そのうち769.4km2（297.08mi2)が陸地で1.6km2（0.6mi2)が水域である。総面積の0.20%が水域となっている。シャーロットの市域はメクレンバーグ郡の郡域の半分以上を占めている。都市圏はメクレンバーグ郡を中心に11郡にまたがっており、その総面積は14,536km2で、日本の岩手県や福島県の面積にほぼ匹敵する。

### 気候
シャーロットの気候は四季がはっきりしており、暑い夏と肌寒い冬、概ね過ごしやすい春・秋に特徴付けられる。最も暑い7月の平均気温は27℃、最高気温の平均は32℃で、日中は30℃を超える日が多い。最も寒い1月の平均気温は5℃、最低気温の平均は氷点下1℃で、月の半分は最低気温が氷点下に下がる。降水量は1年を通じほぼ一定で、月間75-110mm、年間約1,050mmである。冬季には月間3-5cm程度の降雪が見られ、年間降雪量は約11.0cmである。ケッペンの気候区分では、シャーロットはアメリカ合衆国東海岸や南部に広く分布している温暖湿潤気候（Cfa）に属する。
|               | 1月  | 2月  | 3月   | 4月  | 5月  | 6月  | 7月  | 8月   | 9月  | 10月 | 11月 | 12月 | 年      |
| ------------- | ---- | ---- | ----- | ---- | ---- | ---- | ---- | ----- | ---- | ---- | ---- | ---- | ------- |
| 平均気温（℃） | 4.5  | 6.6  | 10.7  | 15.2 | 19.7 | 24.1 | 25.8 | 25.2  | 21.6 | 15.7 | 10.4 | 5.8  | 15.5    |
| 降水量（mm）  | 86.4 | 83.8 | 101.6 | 76.2 | 81.3 | 94.0 | 94.0 | 106.7 | 81.3 | 86.4 | 78.7 | 83.8 | 1,054.2 |

### 都市概観
アメリカ合衆国内の多くの都市では「ダウンタウン」と呼ばれる、都市中心部の中心業務地区（CBD）は、シャーロットではアップタウン（Uptown）と呼ばれている。もともとこのアップタウンという名称は、1987年に地元最大手の新聞であるシャーロット・オブザーバー紙が使い始めたものであった。アップタウンは州間高速道路I-77本線、およびその支線であるI-277に囲まれた菱形状になっており、南西-北東、南東-北西のいずれも3km程度の範囲に収まっている。アップタウンにおいては、街路は整然と区画されており、南西-北東に通る通りはトレード・ストリートを境に北東へはN（北）、南西へはS（南）に、また南東-北西に通る通りはトライオン・ストリートを境に北西へはW（西）、南東へはE（東）にそれぞれ分かれている。
アップタウンに建つバンク・オブ・アメリカの総本社ビル、バンク・オブ・アメリカ・コーポレート・センターは高さ871フィート（265m）、60階建てで、シャーロットで、そしてノースカロライナ州全体でも最も高いビルである。アップタウンにはそのほか、デューク・エナジー・センター（786フィート/240m、48階建て）、サ・ビュー（662フィート/202m、50階建て）、ハースト・タワー（659フィート/201m、47階建て）、ワン・ウェルズ・ファーゴ・センター（588フィート/179m、42階建て）といった超高層ビルが建ち並んでいる。
シャーロットには199の地区があり、アップタウンから放射状に広がっている。アップタウンの北西に隣接するビドルビル地区は、シャーロットでは最も古くからあるアフリカ系住民のコミュニティである。アップタウンの東約3kmに位置するプラザ・ミッドウッド地区は、シャーロットでは最も民族の多様性に富んだ地域の1つで、地区内には各民族の料理を出す店が点在している。アップタウンの北東約3km、ノース・デイビッドソン地区（NoDa）は、20世紀初頭から中盤における繊維産業の中心地区から一転、1970年代から1980年代にかけて一度は荒れ果てたものの、1990年代に入って芸術の街として再生した地区である。アップタウンの北東約15km、ノースカロライナ大学シャーロット校のキャンパスを中心とした地区はユニバーシティ・シティと呼ばれ、同学の学生や教職員が多く住んでいる。アップタウンの南約10km、サウスパーク・モールを中心としたサウスパーク地区は、住宅地であると同時に、中高層ビルが建ち並ぶ商業・業務中心地でもあり、職住近接型のエッジシティを形成している。

## 政治
シャーロットはシティー・マネージャー制を採っている。シティー・マネージャーは行政実務の最高責任者として、市議会の採択した政策を実行し、当局に対してビジョンおよびリーダーシップを示し、市政府の日常業務を監督する責任を負う。シティー・マネージャーの下には、警察・消防・交通・都市計画などの行政実務にあたる各局のほか、財務や人事などの管理部門各局、およびアシスタント・シティー・マネージャーや内部監査などのリーダーシップチームが置かれている。
これに対し、市長および市議会は市の立法機関として条例の制定や市政策の決定に責任を負う。市議会は11名の議員から成っており、そのうち7名は市を7つに分けた選挙区から1名ずつ選出され、残りの4名が全市からの投票で選出される。市議員の任期は2年である。
市長は「市の顔」として、すべての市会議に出席するほか、式典やイベントに出席する。また、必要に応じて、州都ローリーや首都ワシントンD.C.、もしくはアメリカ合衆国外にも市の代表として出向くことがある。
シャーロットは市郡一体の自治体ではないが、警察や都市計画局など、政府機関の一部は統合されている。また、シャーロット市政府とメクレンバーグ郡政府の各局・機関の事務所はともに、シャーロット・メクレンバーグ・ガバメント・センターという1棟の合同庁舎の中に置かれている。アップタウンに立地するこの15階建ての合同庁舎は1988年に完成したものである。

## 治安
シャーロットの治安は全米平均よりはやや悪いものの、大都市の中では良い部類に入る。2012年のモーガン・クイットノー（CQプレス社傘下）によるレポートでは、シャーロットは全米432都市中危険な順に150位で、人口500,000人以上の33都市の中では安全な順に8位であった。ノースカロライナ州内の他の主要都市と比べると、ローリーよりは悪く、グリーンズボロ、ウィンストン・セーラム、ファイエットビル、ダーラムよりは良い。

## 経済
シャーロットはニューヨークに次ぐ全米第2の金融センターとなっている。全米第2の銀行、バンク・オブ・アメリカはシャーロットに本社を置いている。また、サンフランシスコに本社を置くウェルズ・ファーゴは、2008年にワコビアを買収した後も、ワコビアの本社を引き継ぐ形で東部の重要拠点をシャーロットに置いている。加えて、シャーロットにはリッチモンド連邦準備銀行の支店も置かれている。
加えて、2000年代後半に入ると、Charlotte USA - The New Energy Capital（シャーロット、新たなエネルギーの首都）の標語と共に、シャーロットはエネルギー産業の中心地としても地位を上げてきている。その中心となっているのは、シャーロットに本社を置き、フォーチュン500にも入っている電力会社、デューク・エナジーである。同社を含め、シャーロットにおけるエネルギー関連会社の数は250社にのぼり、2011年には30,000人近い雇用を生み出している。
シャーロット市内には、バンク・オブ・アメリカやデューク・エナジーを含め、フォーチュン500に入る企業が6社、本社を置いている。シャーロット市内に本社を置くフォーチュン500企業を下表に示す。
| シャーロットに本社を置くフォーチュン500企業 | シャーロットに本社を置くフォーチュン500企業 | シャーロットに本社を置くフォーチュン500企業 |
| 順位                                        | 企業名                                      | 業種                                        |
| ------------------------------------------- | ------------------------------------------- | ------------------------------------------- |
| 13                                          | バンク・オブ・アメリカ                      | 銀行                                        |
| 138                                         | ニューコア                                  | 鉄鋼                                        |
| 186                                         | デューク・エナジー                          | エネルギー                                  |
| 319                                         | グッドリッチ                                | 航空宇宙                                    |
| 330                                         | ソニック・オートモーティブ                  | 自動車                                      |
| 446                                         | SPX                                         | 各種製造業                                  |

このほか、北郊のムーアズビルには住宅用品・家電チェーンのロウズが、南東郊のマシューズには1ドルショップチェーンのファミリー・ダラーがそれぞれ本社を置いている。

## 交通

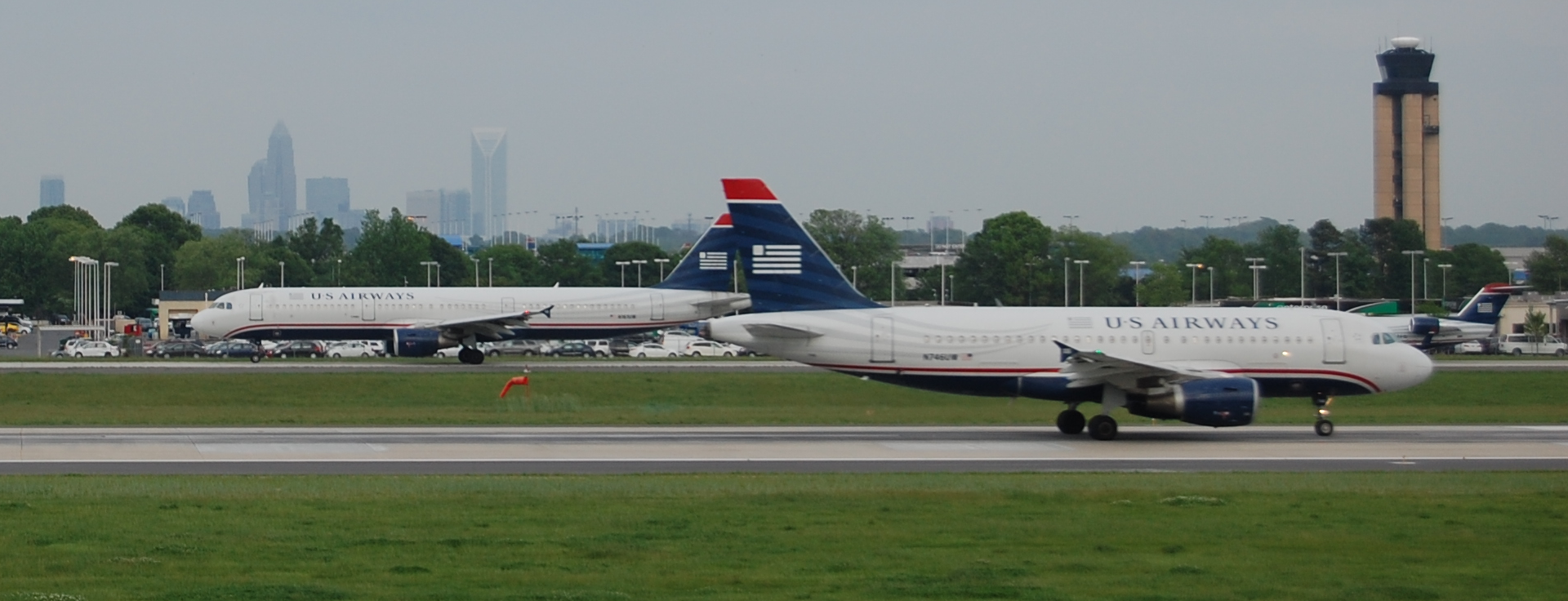
シャーロット・ダグラス国際空港

シャーロットの空の玄関口はダウンタウンから西へ10キロメートルに立地するシャーロット・ダグラス国際空港（IATA: CLT）である。アメリカン航空のハブ空港の一つで、同社の便を中心に全米各地や中南米主要都市、西ヨーロッパ主要都市への便が発着している。国際線はエア・カナダによるトロントへの便や、ルフトハンザ航空によるミュンヘンへの便など、アメリカ合衆国内外130都市へ直行便があり、発着便数は1日700便におよぶ。2019年の利用客数は約5,000万人で、全米で11位だった。
シャーロットではI-77とI-85の2本の高速道路が交わる。I-85はピードモント台地を縦貫する幹線で、南西へはアトランタやモントゴメリーへ、北東へはグリーンズボロやローリー、リッチモンドへと通じている。このI-85の支線であるI-485はシャーロットの環状道路となっている。一方、I-77は南へはコロンビアへ、北へはアパラチア山脈を抜けてウェストバージニア州とオハイオ州東部を貫き、クリーブランドへと通ずる。I-77にもI-277という支線があり、こちらはアップタウンをぐるりと取り囲む、都心環状線としての役割を果たしている。

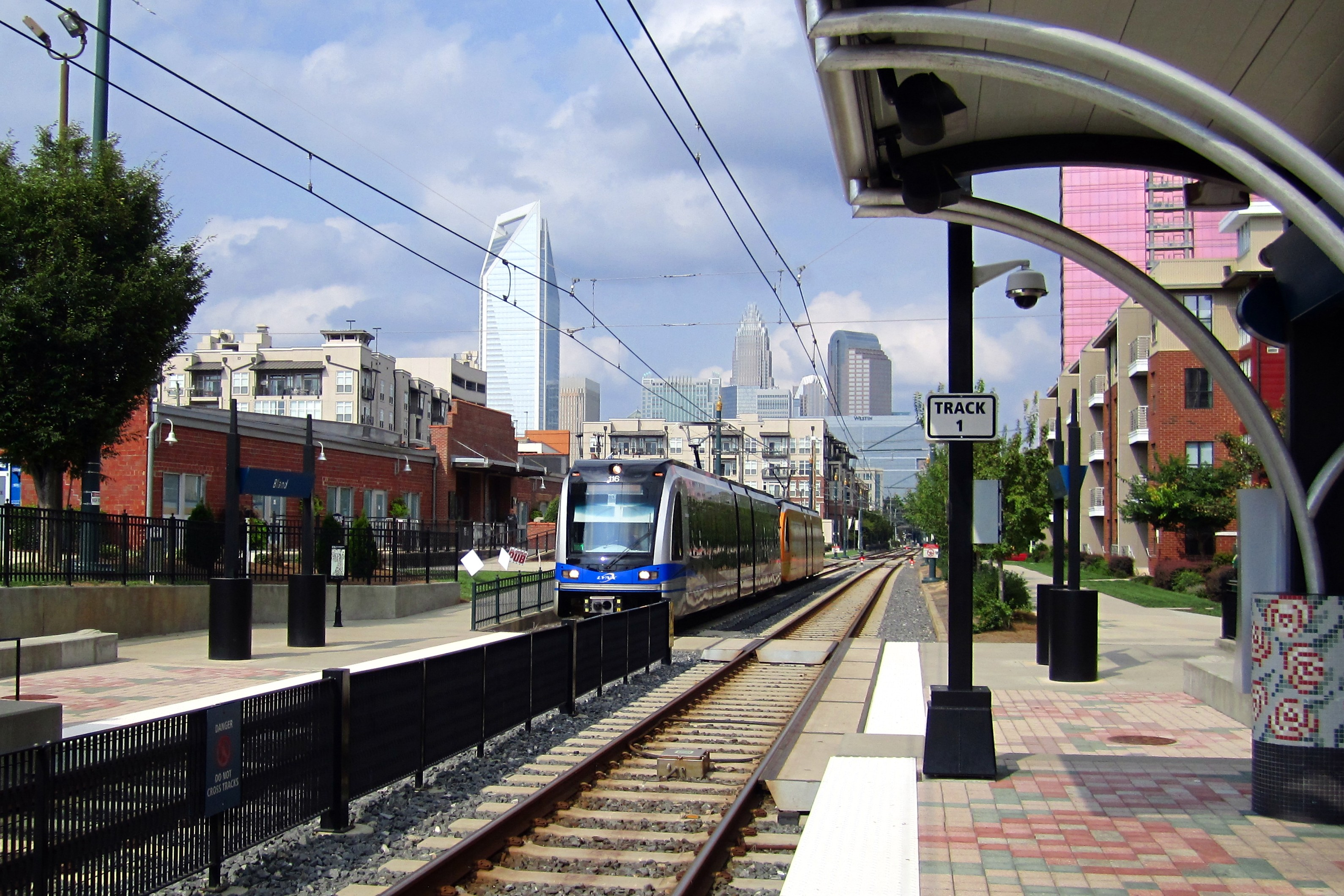
リンクス・ブルーライン

アムトラックの駅はシャーロットの中心街の北東約2.5キロメートル付近にある。シャーロット駅にはシャーロットとニューヨークを結ぶ昼行長距離列車カロリニアン号が1日1往復、シャーロットとローリーを結ぶ昼行中距離列車ピードモント号が1日2往復発着するほか、ニューヨークとニューオーリンズを結ぶクレセント号が北行、南行とも1日1往復停車する。
シャーロットの主な公共交通機関は、シャーロット地域交通システム（CATS）が運行している路線バス網である。同局の路線バス網は、アップタウンから放射状に市内を広くカバーするローカル、高速道路を経由してアップタウンと郊外都市を結ぶエクスプレス、郊外を走るコミュニティバス、アップタウンを通らず市内の各地区を結ぶネイバーフッド・シャトルからなり、あわせて70系統を有する。また、この路線バス網に加えて、CATSはリンクス（Lynx）というライトレールも走らせている。リンクスは2018年現在、市北東部からアップタウンを経由して市南西部へと向かう全長31キロメートルのブルーライン、ダウンタウン南東部を走る全長2.4キロメートルのゴールドラインの2路線が運行されている。

## 教育

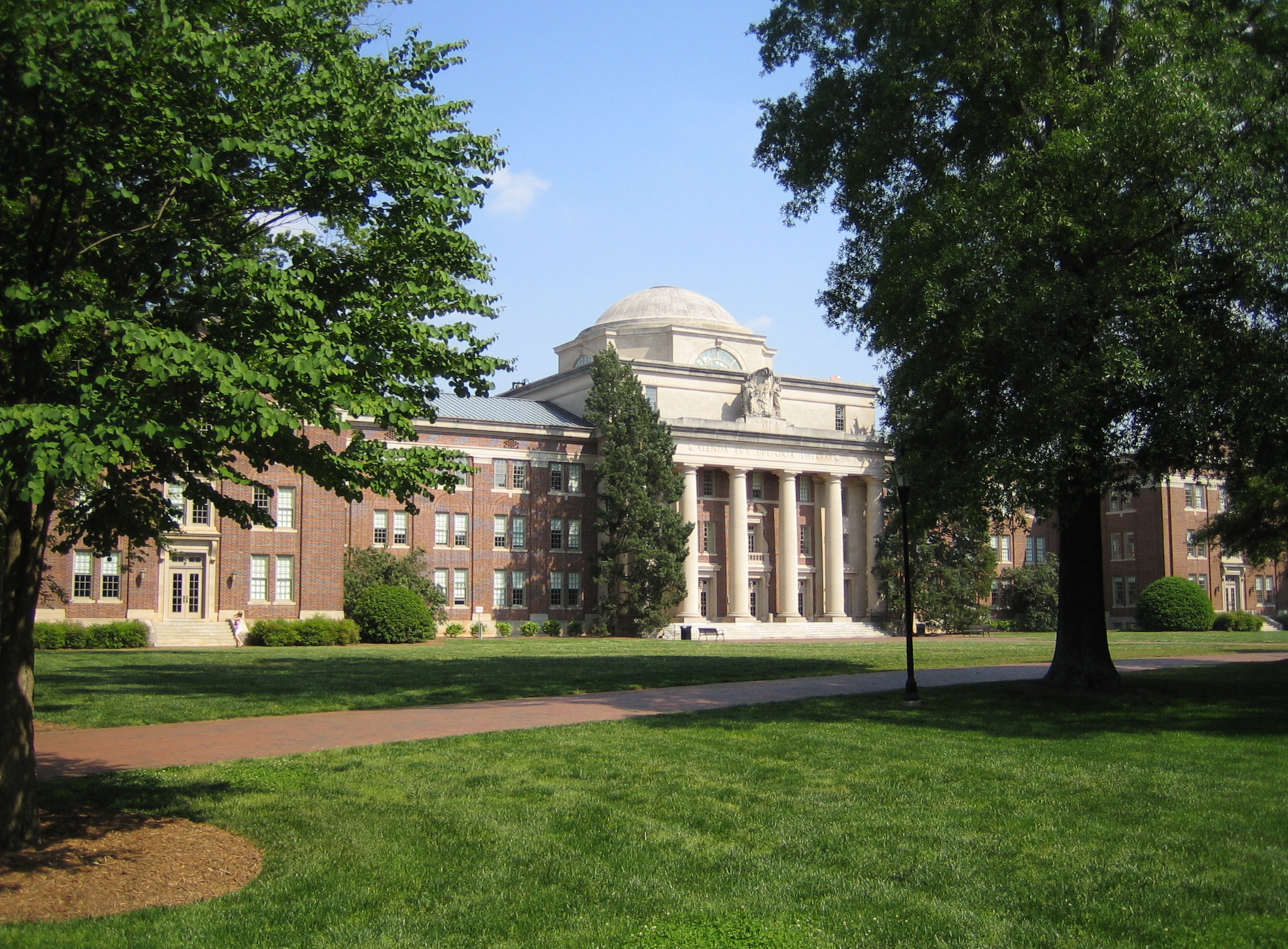
デイビッドソン大学

全米区で高い評価を受けているノースカロライナ州の大学としては、リサーチ・トライアングルのデューク大学やノースカロライナ大学チャペルヒル校、ピードモント・トライアドのウェイクフォレスト大学がよく知られているが、シャーロット都市圏にもこれらの大学に匹敵する評価を受けている大学が存在する。シャーロットの北郊約30km、デイビッドソンにキャンパスを構えるデイビッドソン大学は、1837年に創立した長老派教会系私立リベラル・アーツ・カレッジで、学生数約1,800人、学生対教授の人数比9:1、クラスサイズの平均16人という少人数制による教育を行い、29の専攻プログラムを提供している。同学は全米のリベラル・アーツ・カレッジの中で常にトップ25に入っている。同学のスポーツチーム、ワイルドキャッツはNCAAのディビジョンIのアトランティック10カンファレンス（フットボールはチャンピオンシップ・サブディビジョン/旧I-AAのパイオニア・フットボール・リーグ）に所属し、男子10種目、女子9種目で競っている。

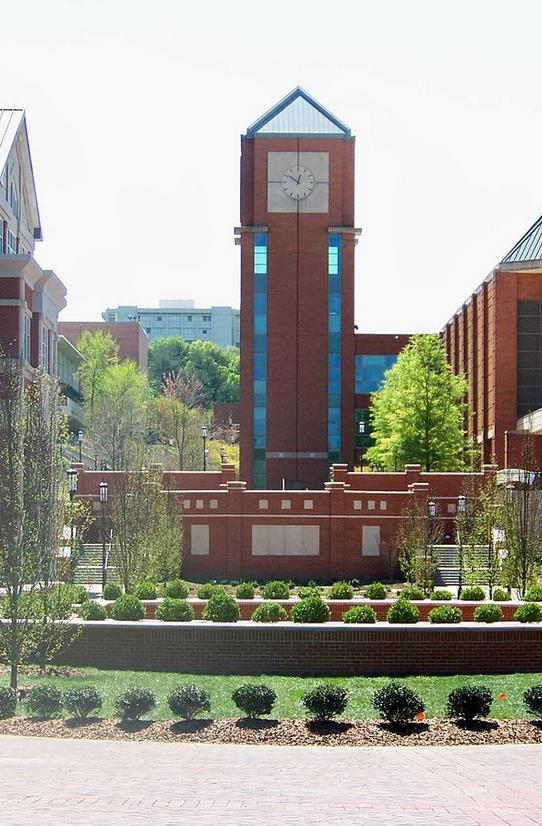
ノースカロライナ大学シャーロット校

シャーロット市内にもいくつかの4年制大学がキャンパスを置いている。ノースカロライナ大学シャーロット校はユニバーシティ・シティ地区に1,000エーカー（4,046,000m2）のキャンパスを構えている。同学は1946年に2年制の大学として開校し、1964年に州立の4年制大学に移行、翌1965年にノースカロライナ大学システム4番目のキャンパスとして組み入れられ、1969年から修士の学位を、そして1992年から博士の学位を授与し始めた2012年現在、同学は7つの学部を有し、学部に86、修士課程に64、博士課程に19の専攻プログラムを有し、25,000人以上の学生を抱える総合大学となっている。
クイーンズ大学シャーロットはアップタウンの南約4kmにキャンパスを置いている。同学は1857年に創立した長老派教会系の小規模私立総合大学で、6つの学部を有し、学部に35、大学院に16の専攻プログラムを有し、学生数約2,400人、学生対教授の比が12:1という、リベラル・アーツ・カレッジに近い少人数制教育を行っている。同学は、南部の「地方区の大学」の中で25位以内に入る評価を受けている。ビドルビル地区にキャンパスを置くジョンソン・C・スミス大学は、1867年に創立した長老派教会系のリベラル・アーツ・カレッジで、Historically Black Collegeと呼ばれる、もともとはアフリカ系の学生に高等教育の機会を与える大学であった。
シャーロットのK-12課程はシャーロット・メクレンバーグ学区の管轄下にある公立学校によって支えられている。同学区は小学校88校、中学校39校、高校28校を有し、140,000人以上の児童・生徒を抱えている。2003年、同学区は4年生と8年生の算数において、都市部の10学区の中でトップ、全米平均と比較しても良い成績で、学力が低くなりがちな大都市の学区においても高い学力を身に着けさせることができることを示した。

## 文化

### 美術館と博物館

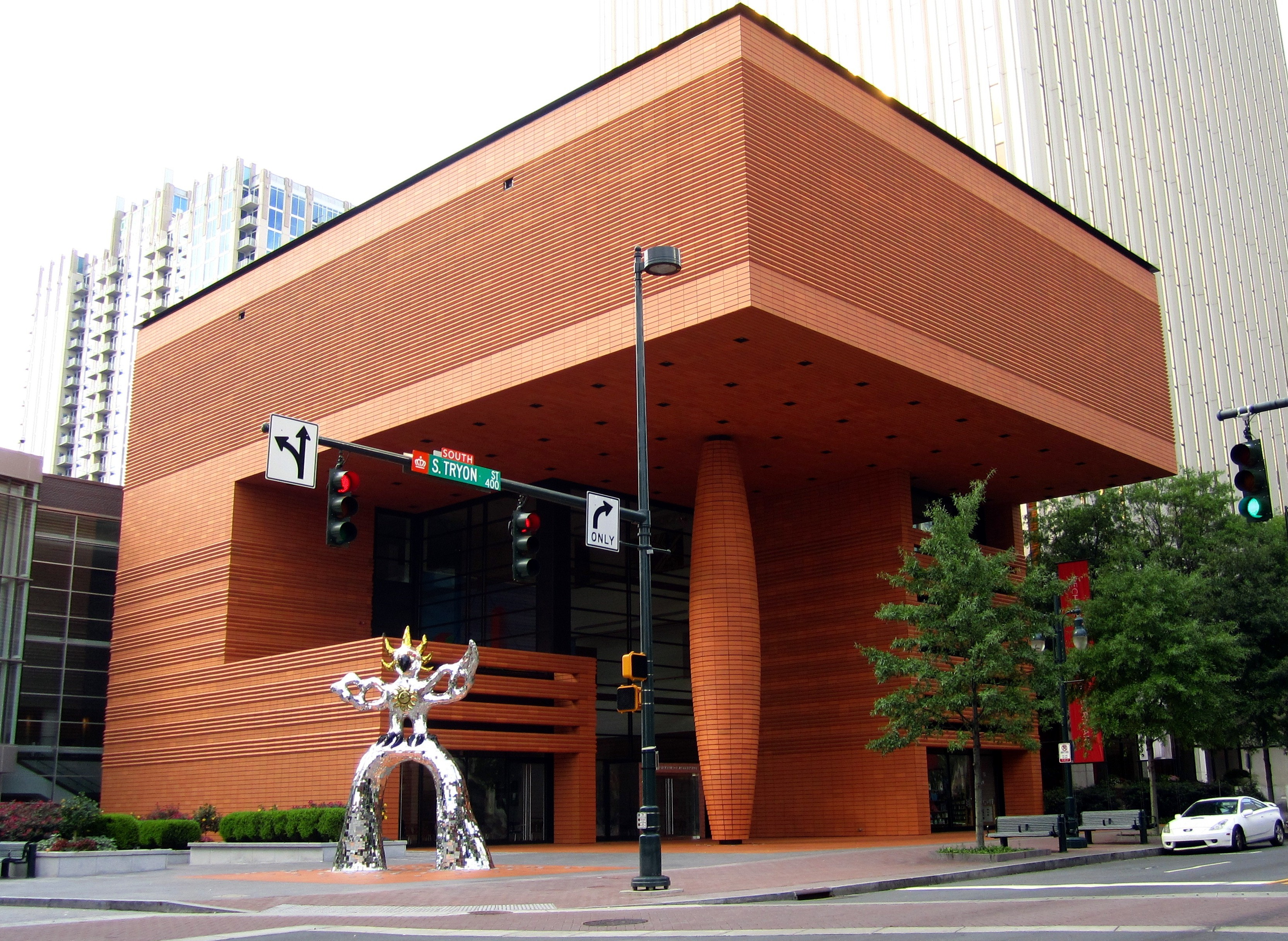
ベクトラー近代美術館

シャーロットは南北カロライナの文化の中心地でもあり、特にアップタウンには多数の美術館や博物館が立地している。シャーロット市史上初のアフリカ系市長となった建築家、ハーベイ・B・ガントの名を冠したハーベイ・B・ガント黒人芸術・文化センターは、アフリカ系アメリカ人芸術家の手による作品を展示するほか、音楽、ダンス、演劇、映画といった演技芸術や文学、芸術教室によって、シャーロットにおけるアフリカ系アメリカ人の文化を後世に伝える役割を果たしている。ベクトラー近代美術館はアルベルト・ジャコメッティ、ジョアン・ミロ、ジャン・ティンゲリー、バーバラ・ヘップワースなどによる、20世紀中盤の近代美術作品の収集・展示に特に力を入れている。レバイン新南部博物館は、Cotton Field to Skyscrapers（綿花畑から摩天楼へ）という常設展示を軸に、南北戦争以後の南部の歴史に関する事物を展示している。ディスカバリー・プレイスは科学技術や工学、数学に関する事物を展示し、IMAXシアターも備える科学博物館である。ザ・ライト・ファクトリー現代写真映画美術館は、全米でも数少ない、写真および映画の作品に特化した展示を行っている美術館である。
アップタウンの外にも、それぞれの立地を活かした博物館がいくつか立地している。アップタウンの南に広がる住宅街の中、フリーダム・パークの隣には、ディスカバリー・プレイス社が運営するシャーロット自然博物館が立地している。同館は生物に特化した展示を行っており、館内には蝶が飛び交うスペースも設けられている。シャーロット・ダグラス国際空港の敷地内には、同空港の旧格納庫を転用し、軍用、民間用、商用の航空機やヘリコプターに関連する事物を展示している、カロライナ航空博物館が立地している。アップタウンから北東へ約5km、シュゴー・クリーク地区には、1815年に造られたプランテーションを保存し、野外博物館として一般に公開しているローズデール・プランテーションの敷地が広がっている。

### 演技芸術

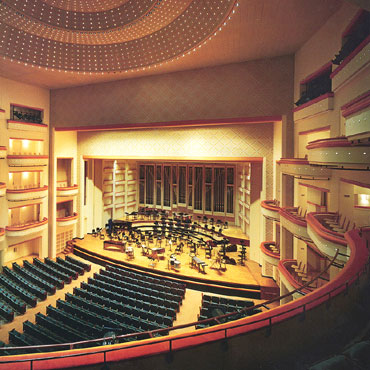
ベルク・シアター

ブルメンタール・パフォーミング・アーツは、2,100席を有するベルク・シアターをはじめ、アップタウンに立地する6つの劇場を運営している。このうちベルク・シアター、ブース・プレイハウス、ステージ・ドア・シアターの3つはバンク・オブ・アメリカ・コーポレート・センターに隣接するブルメンタール演技芸術センターに、デューク・エナジー・シアターおよびマクグローホン・シアターはその2ブロック北東のスピリット・スクエアに、ナイト・シアターはベクトラー近代美術館の隣にそれぞれ立地している。シャーロット交響楽団やオペラ・シャーロットなど、市内の7つの演技芸術団体がこれらの劇場を本拠地としている。

### スポーツ

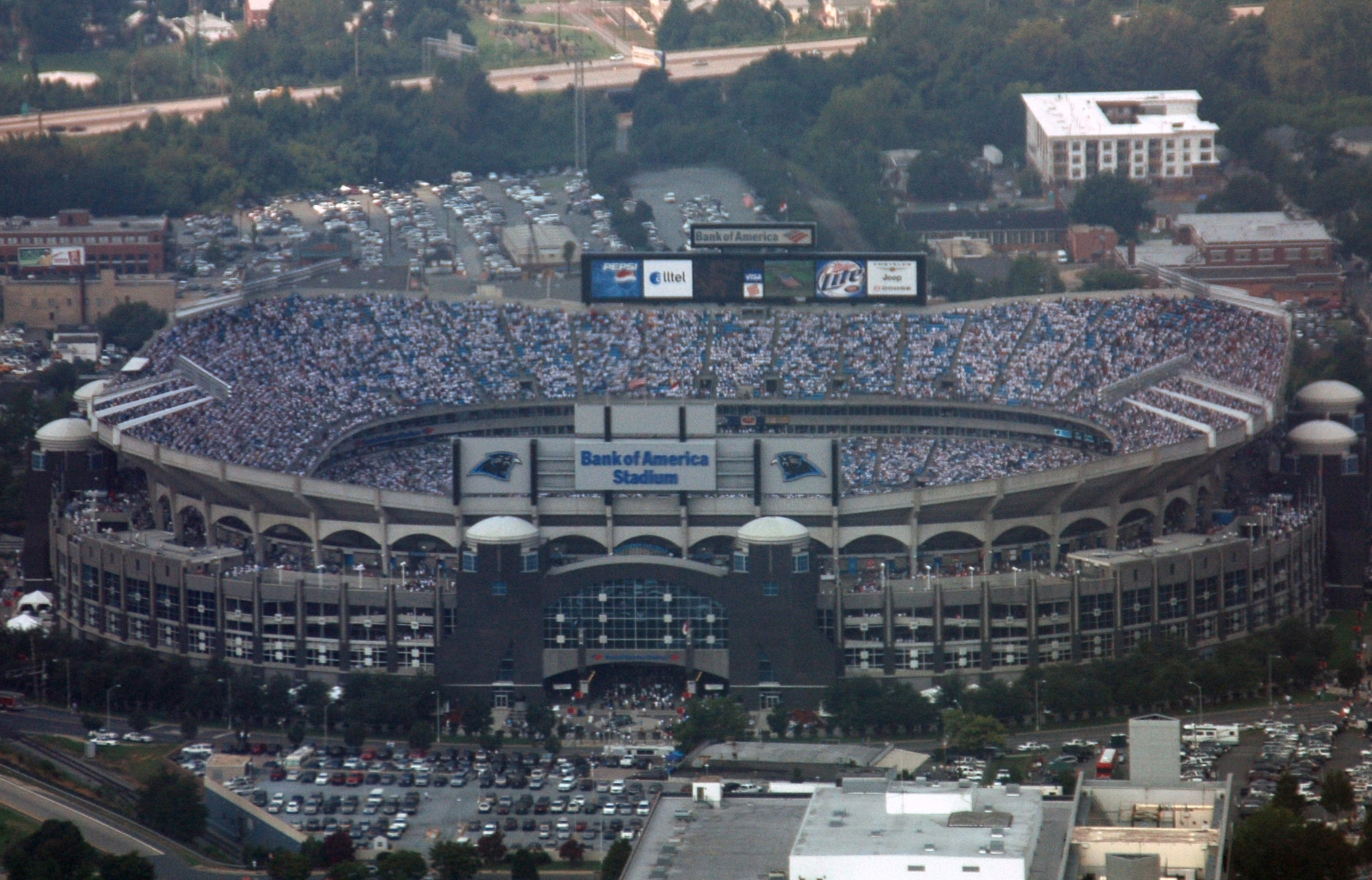
バンク・オブ・アメリカ・スタジアム

シャーロットには4大メジャー・プロスポーツのうち、NFLとNBAの2つがチームを置いている。NFLのカロライナ・パンサーズは1995年のリーグ拡張に伴い、ジャクソンビル・ジャガーズと共に創設されたチームである。2003年には、パンサーズはスーパーボウルに初出場した。パンサーズは1年目はサウスカロライナ州のクレムソン大学のスタジアムであるメモリアル・スタジアムでホームの試合を行っていたが、1996年にアップタウンの西端にバンク・オブ・アメリカ・スタジアムが完成して以後は、同スタジアムを本拠地としている。
NBAのシャーロット・ホーネッツは、2004年のリーグ拡張で創設されたチームであり、2009年には創設6シーズン目にして初の勝ち越しおよびプレーオフ進出を果たしたが、その一方で2011年にはNBAのロックアウトの影響もあり、7勝59敗のNBA史上最低勝利数記録、および勝率1割6厘の史上最低勝率記録を作るなど、チームの成績はまだ安定していない。2010年には、マイケル・ジョーダンがホーネッツ（当時のチーム名はボブキャッツ）を2億7500万ドルで買収し、オーナーに就任した。ホーネッツはアップタウンの中心に立地するタイム・ワーナー・ケーブル・アリーナを本拠地としている。
1988年から2002年にかけては、シャーロットにはホーネッツが本拠を置いていた。ホーネッツは1990年代前半、ラリー・ジョンソンやアロンゾ・モーニングらを相次いで獲得して好成績を挙げ、「未来のブルズ」とまで呼ばれていた。2002年、ホーネッツはシャーロットを離れ、ニューオーリンズへと移転した。2013年にはニューオーリンズ・ペリカンズに改称した。これにより2014年にボブキャッツはホーネッツに改称した。
| シャーロットにおけるメジャー・プロスポーツ | シャーロットにおけるメジャー・プロスポーツ | シャーロットにおけるメジャー・プロスポーツ | シャーロットにおけるメジャー・プロスポーツ |
| チーム                                     | スポーツ                                   | リーグ                                     | 本拠地                                     |
| ------------------------------------------ | ------------------------------------------ | ------------------------------------------ | ------------------------------------------ |
| カロライナ・パンサーズ                     | フットボール                               | NFL、NFC南地区                             | バンク・オブ・アメリカ・スタジアム         |
| シャーロット・ホーネッツ                   | バスケットボール                           | NBA、東カンファレンス                      | タイム・ワーナー・ケーブル・アリーナ       |

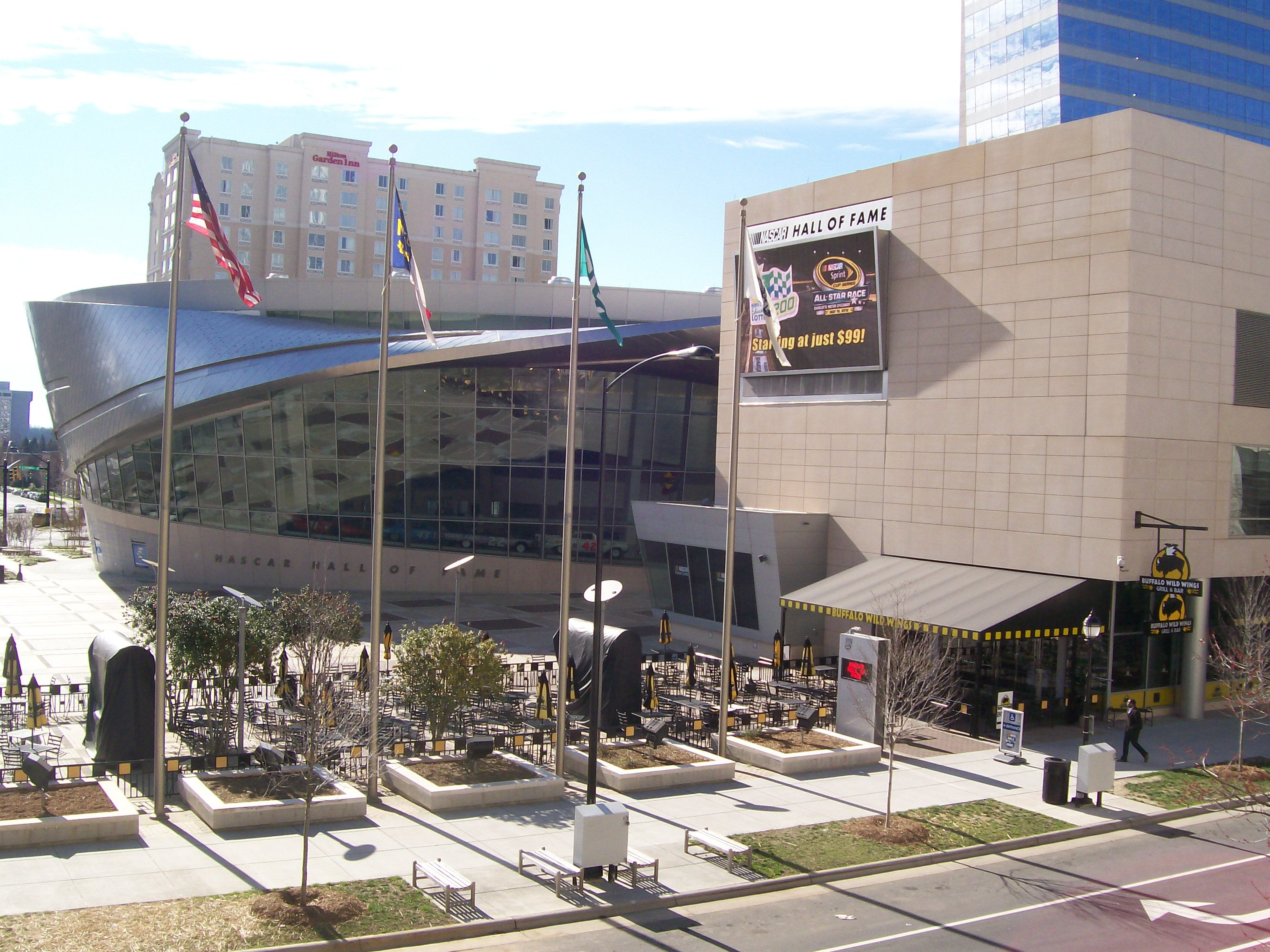
NASCAR殿堂

そして、シャーロットと切っても切り離せないスポーツがNASCARである。シャーロット都市圏内にはNASCARの最上位カテゴリーであるスプリントカップ・シリーズに参戦するチームのほぼ全てがファクトリーを置き、アップタウンにはNASCAR殿堂が立地している。また、アップタウンから北東へ20km、コンコードには、スプリントカップ・シリーズおよびネイションワイド・シリーズのレースが行われるシャーロット・モーター・スピードウェイが立地している。
1931年より、ジム・クロケット・プロモーションズがプロレスリング興行を本格的に行い、同地を基盤にノースカロライナ州、サウスカロライナ州、バージニア州を地盤とし、ミッドアトランティック地区と呼ばれた。NWA,WCW, WWEがビッグマッチを開催し、数多くの全世界向けペイ・パー・ビュー大会が開催されている。リック・フレアーら多くのプロレスラーが居住する。

### 宗教

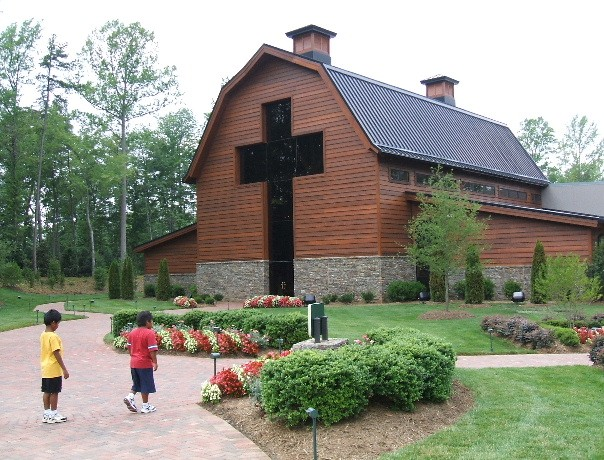
ビリー・グラハム図書館

シャーロットは国際的な福音主義の伝道師であるビリー・グラハムを生んだ地である。1950年にグラハムがミネアポリスで創設したビリー・グラハム福音協会は、現在ではシャーロットに本部を置いている。市の西部、シャーロット・ダグラス国際空港の近くに立地する同協会本部の敷地内には、2007年に開館した、グラハムが育った農場の納屋を模したビリー・グラハム図書館が立地している。
カトリック教会のシャーロット司教区はアップタウンの南西、ディルワース地区に立地する聖パトリック大聖堂に本部を置いている。ノースカロライナ州の西半分を管轄区域とする同管区は1971年にローリー司教区から分割される形で創設されたもので、アトランタ大司教区の管轄下に置かれている。
また、ディルワース地区にはノースカロライナ州唯一の正教会の大聖堂であるホーリー・トリニティ大聖堂が立地している。毎年9月には、この大聖堂を会場として、シャーロット最大の民族イベントの1つであるイアソウ・グリーク・フェスティバルが行われる

## 人口動態
住民全体の人口比は黒人が35%である一方、黒人警察官は18%で白人警察官が75%を占める。

### 都市圏人口
シャーロットの都市圏、および広域都市圏を形成する各郡の人口は以下の通りである（2020年国勢調査）。
シャーロット・コンコード・ガストニア都市圏
| 郡               | 州                 | 人口        |
| ---------------- | ------------------ | ----------- |
| メクレンバーグ郡 | ノースカロライナ州 | 1,115,482人 |
| ヨーク郡         | サウスカロライナ州 | 282,090人   |
| ユニオン郡       | ノースカロライナ州 | 238,267人   |
| ガストン郡       | ノースカロライナ州 | 227,943人   |
| カバラス郡       | ノースカロライナ州 | 225,804人   |
| アイアデル郡     | ノースカロライナ州 | 186,693人   |
| ローワン郡       | ノースカロライナ州 | 146,875人   |
| ランカスター郡   | サウスカロライナ州 | 96,016人    |
| リンカーン郡     | ノースカロライナ州 | 86,810人    |
| チェスター郡     | サウスカロライナ州 | 32,294人    |
| アンソン郡       | ノースカロライナ州 | 22,055人    |
| 合計             | 合計               | 2,660,329人 |

シャーロット・コンコード広域都市圏
| 都市圏/小都市圏                            | 郡                                         | 州                                         | 人口        |
| ------------------------------------------ | ------------------------------------------ | ------------------------------------------ | ----------- |
| シャーロット・コンコード・ガストニア都市圏 | シャーロット・コンコード・ガストニア都市圏 | シャーロット・コンコード・ガストニア都市圏 | 2,660,329人 |
| シェルビー小都市圏                         | クリーブランド郡                           | ノースカロライナ州                         | 99,519人    |
| アルベマール小都市圏                       | スタンリー郡                               | ノースカロライナ州                         | 62,504人    |
| 合計                                       | 合計                                       | 合計                                       | 2,822,352人 |

### 市域人口推移
以下にシャーロット市における1850年から2020年までの人口推移をグラフおよび表で示す。
| 統計年 | 人口      | 順位 |
| ------ | --------- | ---- |
| 1850年 | 1,065人   | -    |
| 1860年 | 2,265人   | -    |
| 1870年 | 4,473人   | -    |
| 1880年 | 7,094人   | -    |
| 1890年 | 11,557人  | -    |
| 1900年 | 18,091人  | -    |
| 1910年 | 34,014人  | -    |
| 1920年 | 46,338人  | -    |
| 1930年 | 82,675人  | -    |
| 1940年 | 100,899人 | 91位 |
| 1950年 | 134,042人 | 70位 |
| 1960年 | 201,564人 | 59位 |
| 1970年 | 241,420人 | 60位 |
| 1980年 | 315,474人 | 47位 |
| 1990年 | 395,934人 | 35位 |
| 2000年 | 540,828人 | 26位 |
| 2010年 | 731,424人 | 17位 |
| 2020年 | 874,579人 | 16位 |

## 姉妹都市
シャーロットは以下8都市と姉妹都市提携を結んでいる。
- アレキパ（ペルー）
- ヴォロネジ（ロシア）
- ヴロツワフ（ポーランド）
- クマシ（ガーナ）
- クレーフェルト（ドイツ）
- ハデラ（イスラエル）
- 保定市（中華人民共和国河北省）
- リモージュ（フランス）

## 推奨文献
- Graves, William, and Heather A. Smith, eds. Charlotte, NC: The Global Evolution of a New South City. University of Georgia Press. 2010年.
- Hanchett, Thomas W. Sorting Out the New South City: Race, Class, and Urban Development in Charlotte, 1875-1975. University of North Carolina Press. 1998年8月1日. ISBN 0-8078-2376-7.
- Kratt, Mary Norton. Charlotte: Spirit of the New South. Published by John F. Blair. 1992年9月1日. ISBN 0-89587-095-9.
- Kratt, Mary Norton and Mary Manning Boyer. Remembering Charlotte: Postcards from a New South City, 1905-1950. University of North Carolina Press. 2000年10月1日. ISBN 0-8078-4871-9.
- Kratt, Mary Norton. New South Women: Twentieth Century Women of Charlotte, North Carolina. Public Library of Charlotte and Mecklenburg County in Association with John F. Blair, Publisher. 2001年8月1日. ISBN 0-89587-250-1.